# Сільська Маза
Сільська Маза (рос. Сельская Маза) — село в Лисковському районі Нижньогородської області Російської Федерації.
Населення становить 22 особи. Входить до складу муніципального утворення Валковська сільрада.

## Історія
Від 2009 року входить до складу муніципального утворення Валковська сільрада.

## Населення
| 2002 | 2010 |
| ---- | ---- |
| 20   | ↗22  |